# Bruxelles-Bellaire
Bruxelles-Bellaire est une ancienne course cycliste belge, organisée de 1923 à 1948 entre la Capitale belge et la ville de Bellaire située en Région wallonne dans la province de Liège. 
La plupart des éditions de cette course était effectuée par des Indépendants, seule celle de 1936 fut professionnelle.

## Palmarès
| Année | Vainqueur           | Deuxième           | Troisième          |
| ----- | ------------------- | ------------------ | ------------------ |
| 1923  | Jan Mertens         | Florent Maertens   | Adolf Van Bruane   |
| 1924  | Henri Dekeyser      | Jan Mertens        | Aimé Dossche       |
| 1926  | Auguste Van Haelter | Schoulleur         | Dewaerdheydt       |
| 1928  | Marcel Houyoux      | Émile Joly         | Derazet            |
| 1932  | Sylvère Maes        | Carlo Zandonna     | Léopold Gerard     |
| 1936  | Sylvain Grysolle    | Adolf Braeckeveldt | Michel Catteeuw    |
| 1947  | Kamiel De Backer    | Gaston De Wachter  | Jan Verpeut        |
| 1948  | Franz Van Damme     | Marcel Coecke      | Gustave Speeckaert |